# Zoologická zahrada ve Vratislavi
Zoologická zahrada ve Vratislavi (polsky Zoo Wrocław) je nejstarší a počtem chovaných druhů největší zoologická zahrada v Polsku. Nachází se ve Vratislavi v Dolnoslezském vojvodství. V posledních letech je hodně vyhledávaná zvláště kvůli nově otevřené expozici Afrykarium – jedná se o nejnavštěvovanější zoologickou zahradu v Polsku a pátou nejnavštěvovanější v Evropě. Byla založena v roce 1865 v tehdejším Prusku.

## Galerie

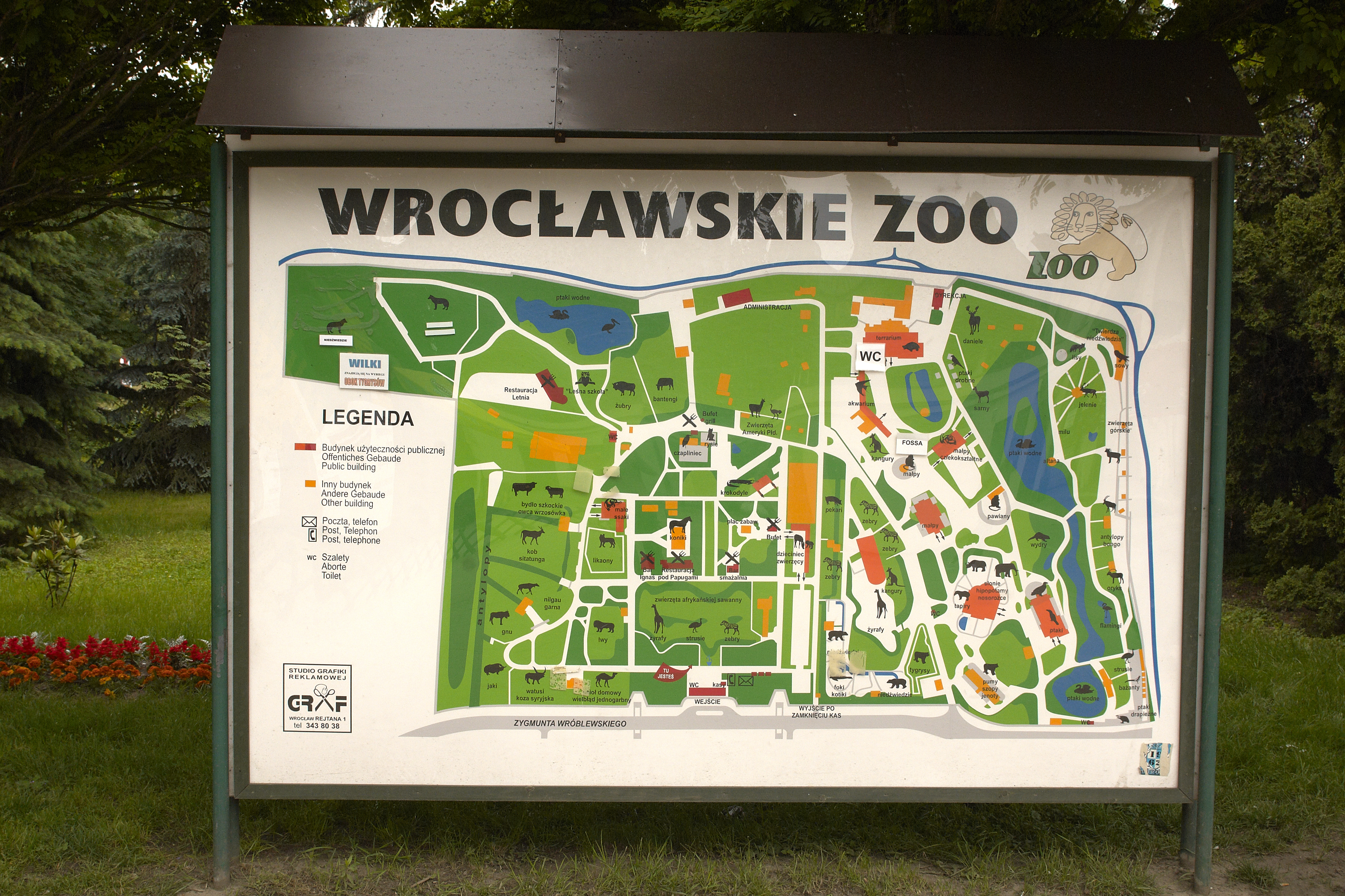
Informační tabule s mapou zoo před výstavbou expozice Afrikárium
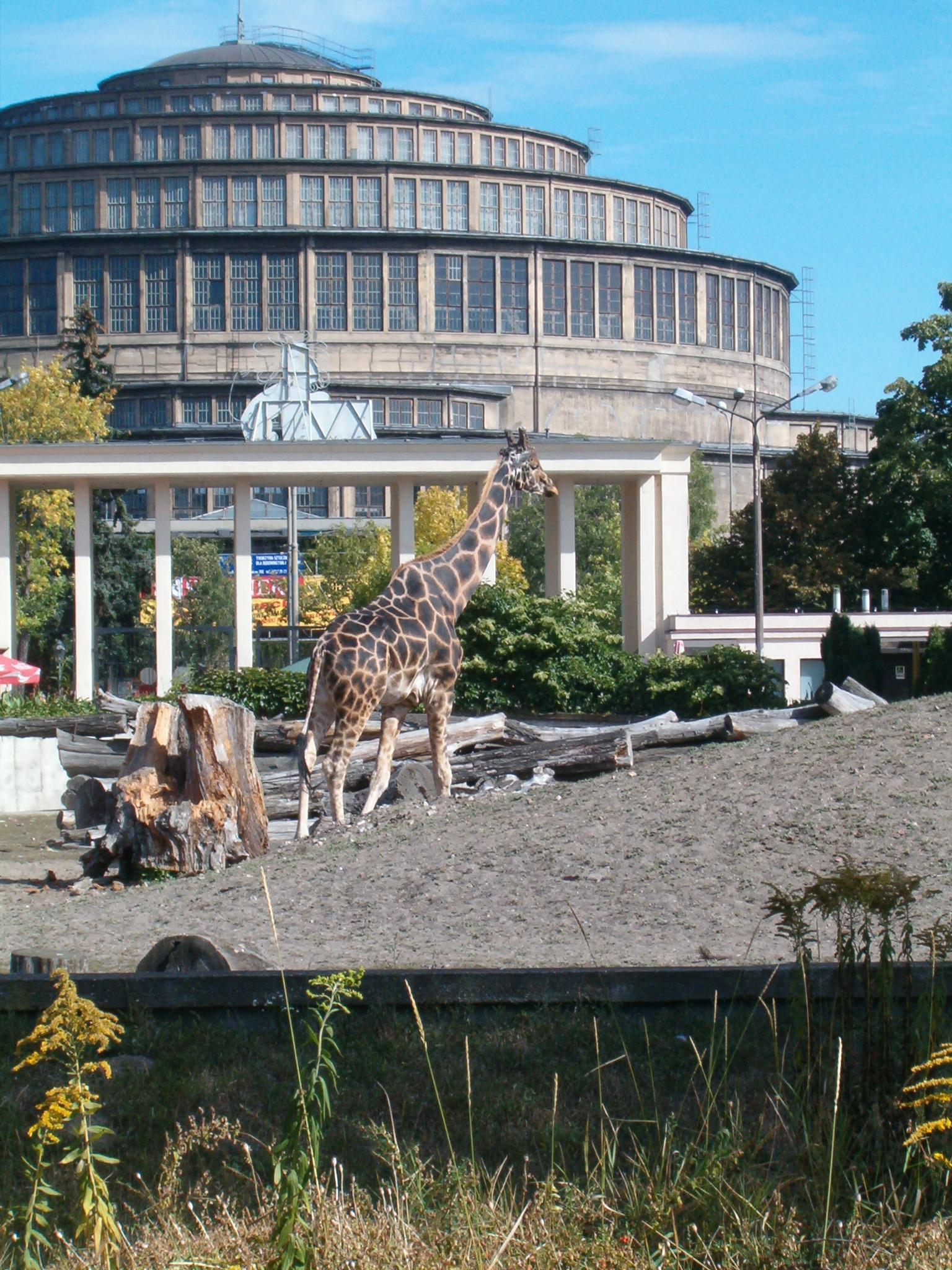
Žirafa, v pozadí Hala století
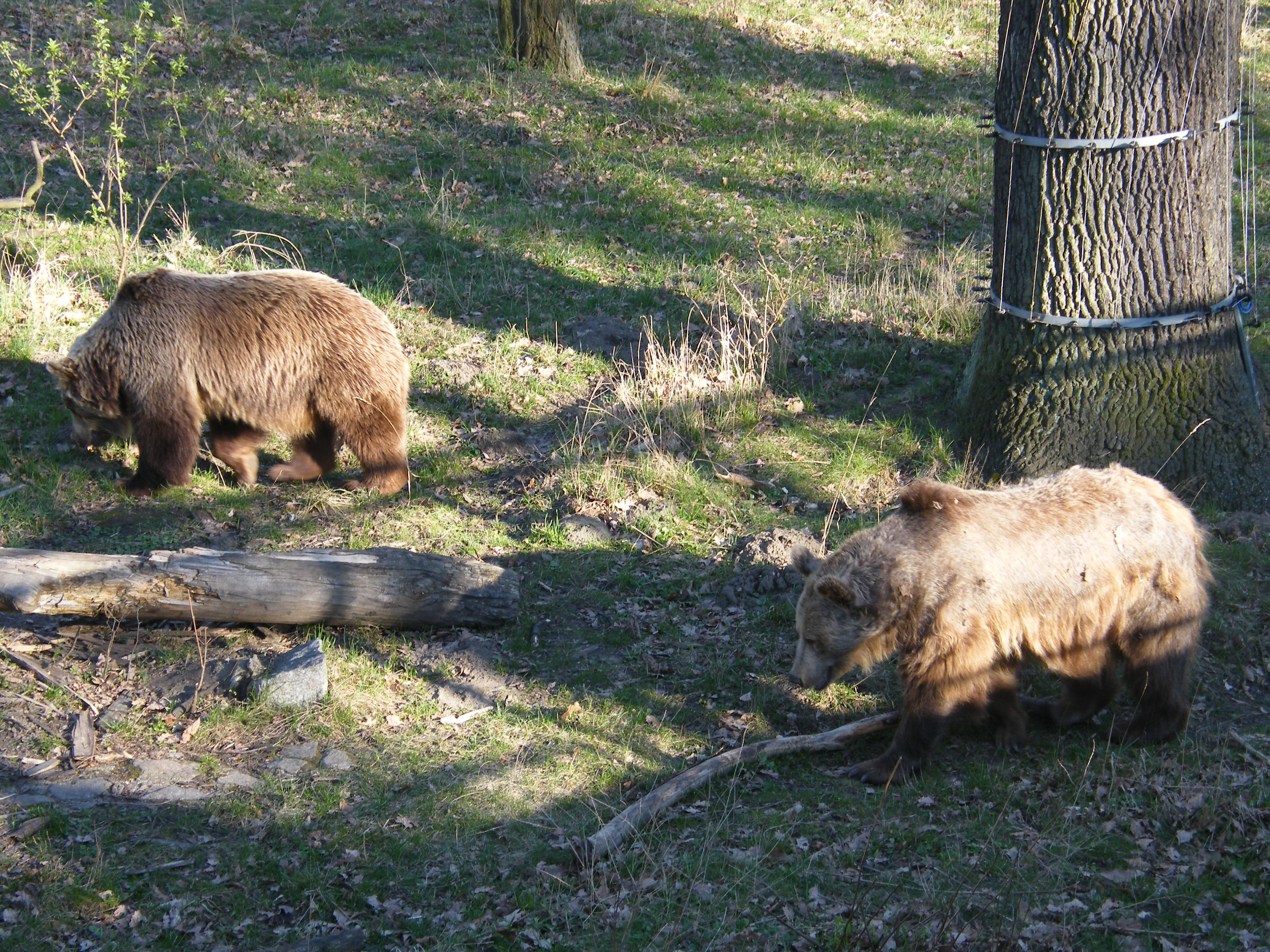
Medvěd hnědý
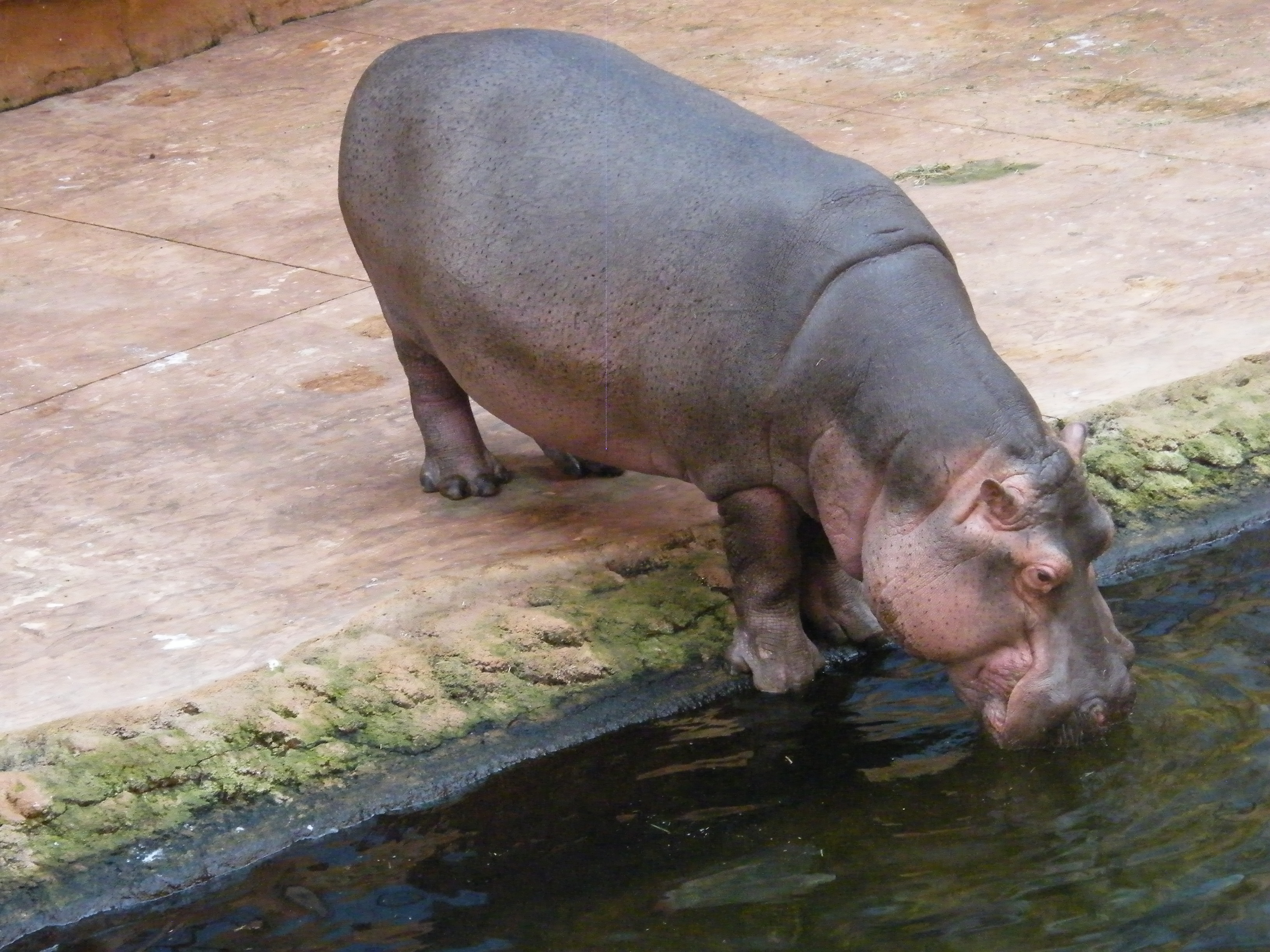
Hroch
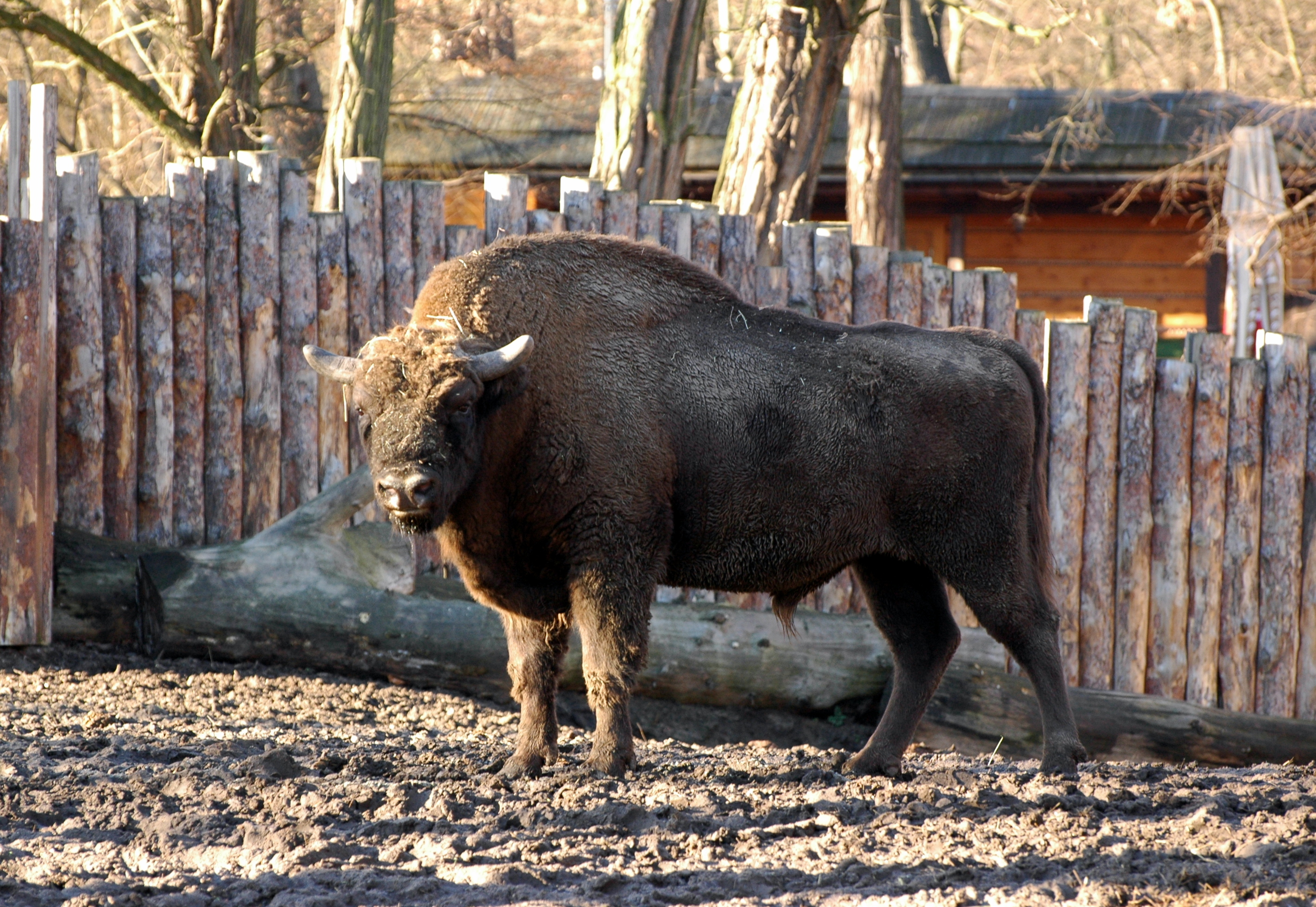
Bizon evropský